# Mālpils (novads)
Mālpils est un ancien novads de Lettonie, situé dans la région de Vidzeme.. Créé en 2009, il est supprimé en 2021 et fusionné dans la municipalité de Sigulda.

## Histoire
La municipalité de Mālpils (en letton Mālpils novads) est créée par la réforme administrative territoriale de 2009 à partir d'une partie du rajons de Riga . Elle se compose seulement de la pagasts de Mālpils. La municipalité compte 4 103 habitants en 2013 et 3 324 en 2021.
Après la réforme administrative-territoriale de 2021, elle est supprimée et fusionnée dans la nouvelle municipalité de Sigulda.